# Dobroń (Pabianice)
Pour les articles homonymes, voir Dobroń.
Dobroń (prononciation [ˈdɔbrɔɲ]) est un village de la gmina de Dobroń, du powiat de Pabianice, dans la voïvodie de Łódź, situé dans le centre de la Pologne.
Le village est le siège administratif (chef-lieu) de la gmina appelée gmina de Dobroń.
Il se situe à environ 10 kilomètres à l'ouest de Pabianice (siège du powiat) et 23 kilomètres au sud-ouest de Łódź (capitale de la voïvodie).
Sa population s'élevait approximativement à 1 210 habitants en 2006.

## Administration
De 1975 à 1998, le village était attaché administrativement à l'ancienne voïvodie de Sieradz.

Depuis 1999, il fait partie de la nouvelle voïvodie de Łódź.